# Encarnación Alzona
Encarnación Alzona y Amoranto (Biñan, La Laguna, Filipinas, 23 de marzo de 1895-Manila, 13 de marzo de 2001) fue una historiadora, educadora y sufragista filipina. Fue la primera mujer filipina en obtener un doctorado. En 1985 se le concedió el rango y título de científica nacional de Filipinas.

## Biografía
Encarnación Alzona nació en Biñan, La Laguna (Filipinas) y creció en la provincia de Tayabas. Su padre era juez y pariente lejano de José Rizal. Su madre y su padre eran lectores voraces, circunstancia que fomentó sus inclinaciones académicas. En 1917 se graduó en Historia por la Universidad de Filipinas en Manila y obtuvo la maestría al año siguiente en la misma universidad. Su tesis consistió en una encuesta histórica sobre la educación escolar de las mujeres en Filipinas, tema que resultó relevante en su posterior activismo como sufragista.
Alzona continuó sus estudios en Estados Unidos con una beca del gobierno americano, como pensionada. Obtuvo otra maestría en Historia por el Radcliffe College, Universidad de Harvard en 1920, y un doctorado por la Universidad de Columbia en 1923. Alzona fue la primera mujer filipina con un título de doctorado.
Alzona regresó a Filipinas en 1923 y formó parte del Departamento de Historia, del campus original de Manila de la Universidad de Filipinas, que más tarde se trasladó a la Universidad de Filipinas, Diliman.

### Implicación en el sufragio de las mujeres
A pesar de que las mujeres americanas lograron el derecho al voto en 1920, las mujeres en Filipinas (una colonia americana por aquel entonces) no tenían ese derecho. En 1919, Alzona publicó un artículo en la Philippine Revisión, en el que abogaba por la concesión del sufragio a las mujeres filipinas. En 1926 en un artículo periodístico lamentó el hecho que el Congreso de Filipinas, el cual describía como el "baluarte del conservadurismo" aún no había legislado en favor del sufragio de las mujeres.
En 1928, Alzona fue elegida Presidenta de la Asociación Filipina de Mujeres Universitarias, una organización que centró sus esfuerzos en conceder el voto a las mujeres. Para su parte, Alzona escribió un libro en 1934, The Filipino Woman: Her Social, Economic and Political Status (1565-1933), donde reivindicaba la igualdad de las mujeres filipinas a pesar de la privación considerable de sus derechos sociales y políticos. Los escritos de Alzona durante este período reforzaron el apoyo social y político al sufragio de las mujeres, que finalmente se consiguió en 1937.

### Historiadora
Desde su posición privilegiada en la academia, Alzona escribió varios libros sobre la historia de Filipinas. Su primer libro, publicado en 1932, se titulaba A History of Education in the Philippines 1565-1930. Fue elogiado como "una descripción completa de la educación y el desarrollo cultural del país [y] probablemente el trabajo más completo y exhaustivo sobre el tema hasta la fecha". Alzona también escribió biografías sobre mujeres filipinas pioneras como Paz Mendoza Guazon y Librada Avelino, y tradujo trabajos históricos de José Rizal y Graciano López Jaena. Escribió una monografía histórica en español titulada El Llegado de España un Filipinas, que recibió el Premio Lone otorgado por el Il Congreso de Hispanistas de Filipinas en 1954.
Alzona abandonó la facultad de la Universidad de Filipinas en 1945, a pesar de ser nombrada profesora emérita de Historia en 1963. En 1955, cofundó la Asociación Histórica Filipina junto con otros historiadores como Teodoro Agoncillo y Gregorio Zaide. De 1959 a 1966, Alzona presidió el Instituto Histórico Nacional (entonces denominado Comisión Histórica Nacional de Filipinas).
Alzona fue una promotora incansable de los trabajos y legado de su pariente lejano, el héroe nacional José Rizal. Además de traducir sus trabajos y con frecuencia dando conferencias sobre Rizal, Alzona fue la primera presidenta de la Kababaihang Rizal.

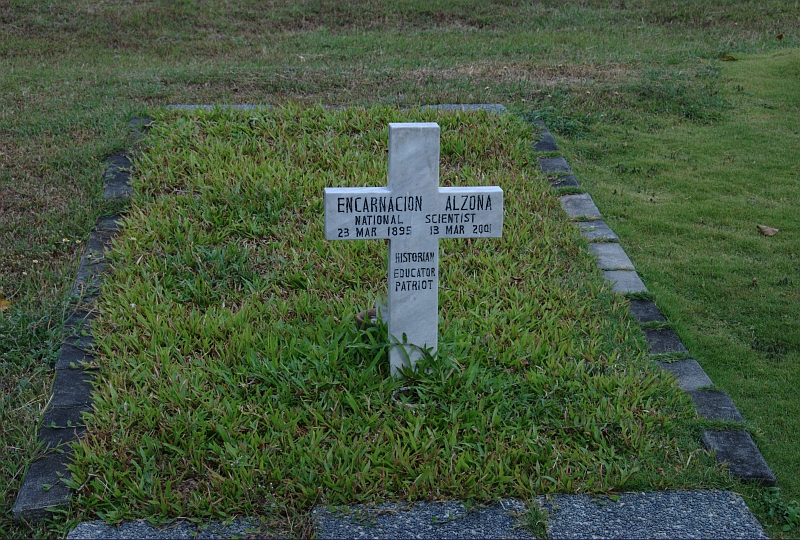
Como Científica Nacional, Alzona está enterrada en el Cementerio de los Héroes.

### Figura pública
Alzona eligió quedarse en Manila durante la Ocupación japonesa en la Segunda Guerra Mundial. Estaba implicada en el movimiento de guerrilla contra Japón.
Después de la guerra, Alzona fue nombrada por el Presidente Manuel Roxas como miembro de la delegación filipina en la UNESCO donde estuvo hasta 1949. Fue elegida para presidir el Sub-Comité en Ciencias Sociales, Filosofía y Humanidades en 1946. De 1959 a 1966, Alzona fue miembro de la Junta de la Universidad de Filipinas.
El 12 de julio de 1985, fue nombrada Científica Nacional de Filipinas por el presidente Ferdinand Marcos.
Alzona ha sido una de las pocas personas filipinas notables por derecho propio que alcanzó los cien años. Murió 10 días antes de cumplir 106 años en 2001. Está enterrada en el cementerio nacional de Filipinas, el Cementerio de los Héroes.